# Khu bảo tồn động vật

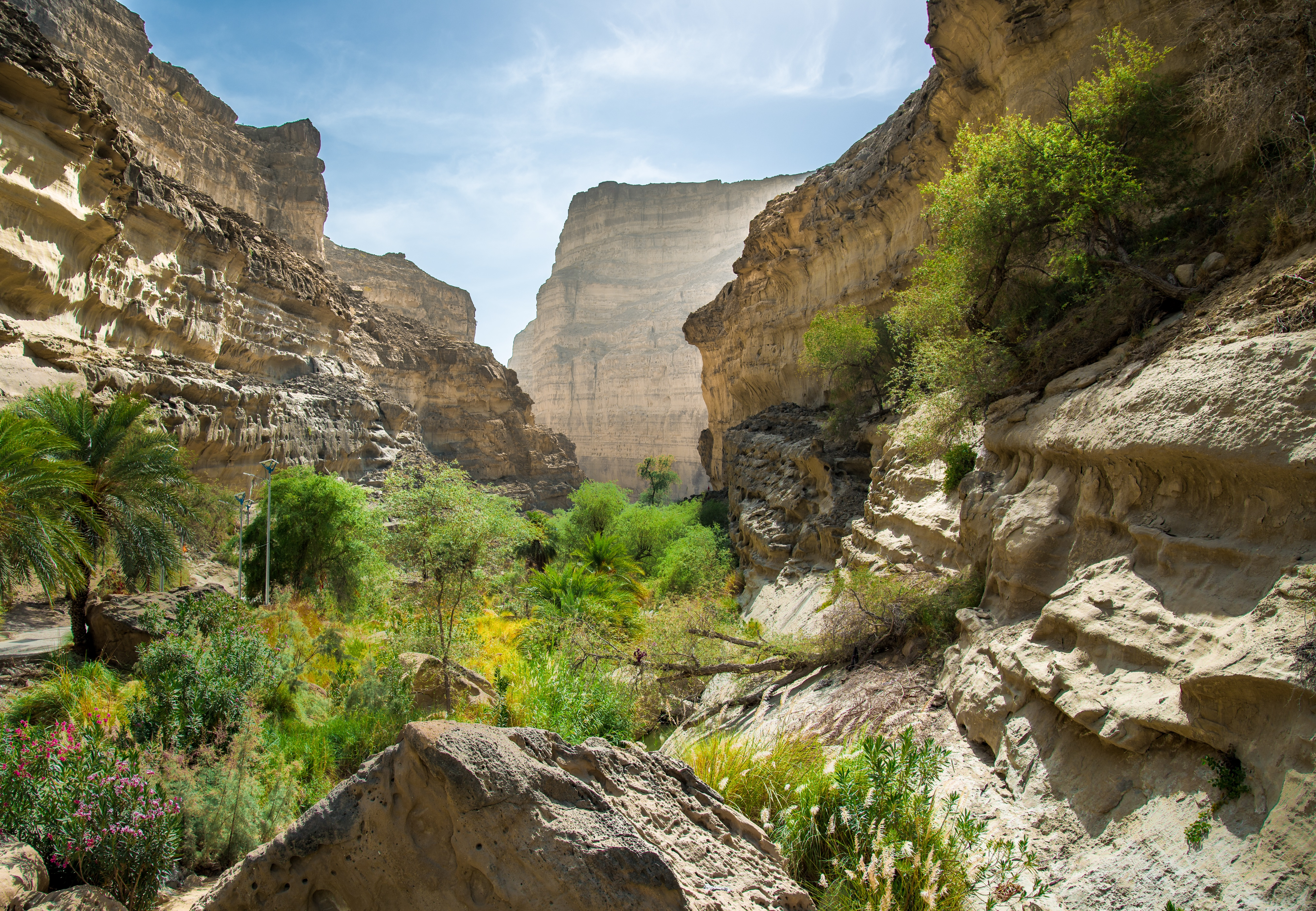
Một khu bảo tồn động vật

Khu bảo tồn động vật (Animal sanctuary) là một khu vực được sử dụng cho mục đích bảo tồn động vật hoang dã và các loài động vật nói chung (chẳng hạn như một hòn đảo) để cung cấp sự bảo vệ cho các loài động vật từ các loại thú săn, thú bị săn ăn thịt (con mồi), bị đào thải do cạnh tranh hoặc bị săn trộm, đây là một khu vực được bảo vệ, một lãnh thổ địa lý trong đó động vật hoang dã được bảo vệ theo chế độ nghiêm ngặt. Những cá thể loài tị nạn (tị nạn sinh thái) có thể thuộc diện bảo vệ động vật đang trong tình trạng bị đe dọa.
Những cá thể động vật hoang dã tị nạn như vậy thường được chỉ định là nằm vùng lãnh thổ chính thức. Chúng được tạo ra bởi luật pháp của chính phủ một cách công khai hoặc do tư nhân (Khu vực gần địa điểm tai nạn hạt nhân Chernobyl vô tình trở thành nơi trú ẩn của động vật hoang dã khi nó trở nên không thể ở chung được với con người). Tại Hoa Kỳ, thuật ngữ "nơi ẩn náu" áp dụng cho các loại khu vực khác nhau do Bộ trưởng Nội vụ quản lý để bảo tồn cá và động vật hoang dã. Hệ thống trại tị nạn sinh thái bao gồm các khu vực được quản lý để bảo vệ và bảo tồn cá và động vật hoang dã đang bị đe dọa tuyệt chủng, cũng như phạm vi động vật hoang dã, phạm vi thú săn, khu vực quản lý động vật hoang dã và khu vực nhân giống chim nước (thủy cầm).

## Những khu bảo tồn
Khu bảo tồn động vật hoang dã lớn nhất thế giới là Khu bảo tồn động vật hoang dã Kavango Zambezi Transfrontier Conservation Area (KAZA) vừa được thành lập và chính thức trở thành khu vực bảo tồn động vật hoang dã lớn nhất thế giới tại châu Phi. Khu bảo tồn KAZA rộng 109 triệu mẫu Anh (khoảng 444.000km2), tương đương 3/4 diện tích bang Texas, Mỹ, nó kéo dài qua biên giới năm quốc gia như Botswana, Angola, Namibia, Zambia và Zimbabwe.
Khu vực bảo tồn hoang dã này là nhà của khoảng 44 % voi châu Phi, 600 loài thực vật, 3.000 loài chim. Bên trong khu bảo tồn còn có thác Victoria, thác nước lớn nhất thế giới. Địa hình khu bảo tàng gồm đồng bằng, vùng ngập nước với những loài cá sấu, sư tử, báo, linh cẩu, thậm chí là loài chó hoang châu Phi từng có nguy cơ tuyệt chủng. KAZA là thành quả sự hợp tác của các chính phủ năm quốc gia trên nhằm bảo vệ loài động vật hoang dã đồng thời phát triển tìm năng du lịch của khu vực.
Khu bảo tồn động vật Ngorongoro của Tanzania rộng hơn 800.000 ha, sở hữu khoảng 25.000 loài động vật. Tới đây du khách có thể dùng xe chuyên dụng để tiếp cận sát vị trí của chúng. Khu bảo tồn động vật Ngorongoro nằm ở phía đông bắc của Tanzania với diện tích 809.440 ha, nằm hoàn toàn trong miệng núi lửa Ngorongoro, cách thành phố Arusha khoảng 180 km về phía tây. Đây là khu bảo tồn động vật hoang dã đã được UNESCO công nhận là Di sản thế giới. Ngorongoro theo tiếng của người Maasai có ý nghĩa là "Quà tặng cuộc sống". Khu bảo tồn này nằm hoàn toàn trong khu vực sinh sống của người Maasai.
Trong khu bảo tồn, nhiều loài chim, thú quý hiếm sinh sống tự do và hoàn toàn không sợ việc săn bắn bởi Chính phủ Tanzania có những quy định, chế tài rất nghiêm đối với việc săn bắn trộm động vật tại các Khu bảo tồn. Khu bảo tồn này có khoảng 25.000 loài động vật trong đó có tê giác đen, các loài trâu châu Phi, hà mã, linh dương đầu bò. Ở đây không có hổ sinh sống nên sư tử châu Phi là loài động vật đặc biệt của khu vực này. Những cặp sư tử sinh sống trong công viên Ngorongoro có thể đi dạo ngay cạnh những đàn hươu, nai như người bạn. Công viên Ngorongoro còn khoảng 40-50 cặp sư tử và đây là lực lượng tạo nên cân bằng cho khu vực bằng việc săn mồi hàng tuần.
Tổ chức Bảo vệ Đời sống Hoang dã của Úc đang thành lập một khu bảo tồn rộng 69 ngàn hectares ở gần thành phố Alice Springs miền cực bắc nước Úc, khu bảo tồn này được thành lập để bảo vệ các động vật bản địa nhỏ và trung bình khỏi bị các loại mèo rừng và cáo tiêu diệt. Vì vậy khu bảo tồn sẽ có một hàng rào lớn được dựng lên để ngăn chặn các loài cáo và mèo rừng. Tổ chức Bảo vệ Đời sống Hoang dã của Úc dự tính sẽ đem vào khu bảo tồn này ít nhất 10 chủng loại các động vật bản địa sắp bị tuyệt chủng, từ các đảo cũng như những vùng xa xôi của nước Úc.
- Khu bảo tồn động vật hoang dã và rừng mưa Amazon: gần như chứa toàn bộ động vật hoang dã hiện có trên thế giới. Nhiều loại động vật quý hiếm chỉ duy nhất có tại Amazon mà không tồn tại ở bất kỳ hệ sinh thái nào khác.
- Khu bảo tồn động vật hoang dã Khao Sok: là một trong những khu bảo tồn đáng ngưỡng mộ nhất của mọi thời đại. Độc đáo cả về thiên nhiên và thu hút trên mọi phương diện, từ các loài vật cho tới miền đất và thiên nhiên. Đây là nơi ngụ cư của voi, hổ, báo, báo đốm, vượn cùng nhiều loài động vật
- Khu bảo tồn Masai Mara: có đủ mọi loài vật từ hươu cao cổ, ngựa vằn, voi,... và có thể chứng kiến cuộc di tản của hàng bầy động vật trong đó có chuyến đi lớn nhất của hàng triệu gấu hoang vượt sông Tana từ tháng 7 đến tháng 10.
- Khu bảo tồn Serengeti: Là khu bảo tồn lớn của châu Phi
- Khu bảo tồn Kafue: là khu bảo tồn lớn nhất ở châu Phi. Trong số nhiều loài nơi đây có voi, báo, hà mã, cá sấu.
- Khu bảo tồn Madikwe: Khu này có sư tử, hà mã, trâu, cùng nhiều loài động vật và chim chóc khác.
- Công viên quốc gia Bandhavgarh: Có nhiều loài động vật từ hổ, hươu nai, báo cho tới các loài quý hiếm khác.
- Công viên quốc gia Grand Teton: Nơi duy trì môi trường sống tự nhiên cho nhiều loại động vật, thậm chí nhiều loài hiếm không thấy ở nơi đâu khác.
- Công viên và khu bảo tồn Yellowstone: Yellowstone đẹp hút hồn bởi những viên đá đỏ vàng quanh các hồ địa nhiệt nóng chảy tạo nên khung cảnh thiên đường. Khu rừng này là nơi ngụ cư của các loài thú hoang như gấu, chó sói, hươu nai, bò rừng
- Khu bảo tồn Bialowiezan: nằm dọc biên giới Belarus và Ba Lan mang lại cho bạn thiên nhiên tuyệt vời của châu Âu. Có Hươu nai, lợn rừng và bò rừng tung tăng chạy nhảy trong rừng cây.